# Wilczkowo (jezioro w powiecie świdwińskim)
Wilczkowo – jezioro na Wysoczyźnie Łobeskiej, położone w woj. zachodniopomorskim, w powiecie świdwińskim, w gminie Brzeżno. Powierzchnia Wilczkowa wynosi 32,75 ha. Przy południowym brzegu jeziora położona jest osada Wilczkowo.

## Typologia
W typologii rybackiej jest jeziorem leszczowym. Wilczkowo posiada wydłużony kształt w kierunku północnym. Ok. 200 m na północny zachód od Wilczkowa znajduje się jezioro Bukowiec.
Od wschodniego brzegu wypływa dopływ rzeki Regi, który biegnie w kierunku północno-zachodnim.

## Nazwa
W 1950 roku wprowadzono urzędowo nazwę Jezioro Wilczkowskie, zastępując poprzednią niemiecką nazwę jeziora – Grosser See. W 2006 roku Komisja Nazw Miejscowości i Obiektów Fizjograficznych w wykazie hydronimów przedstawiła nazwę Wilczkowo.